# Verfdokter

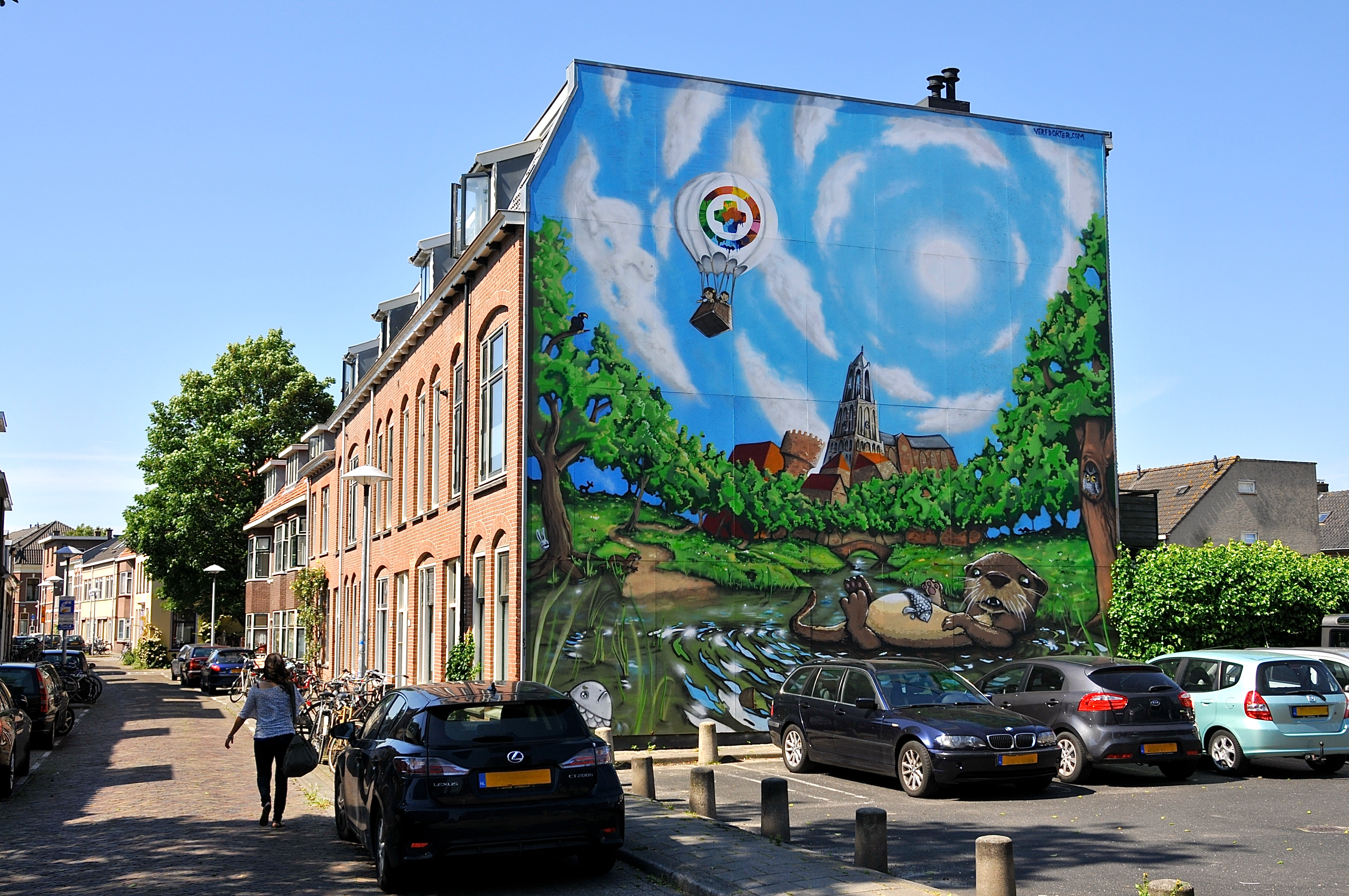
Muurschildering aan de Otterstraat in Utrecht

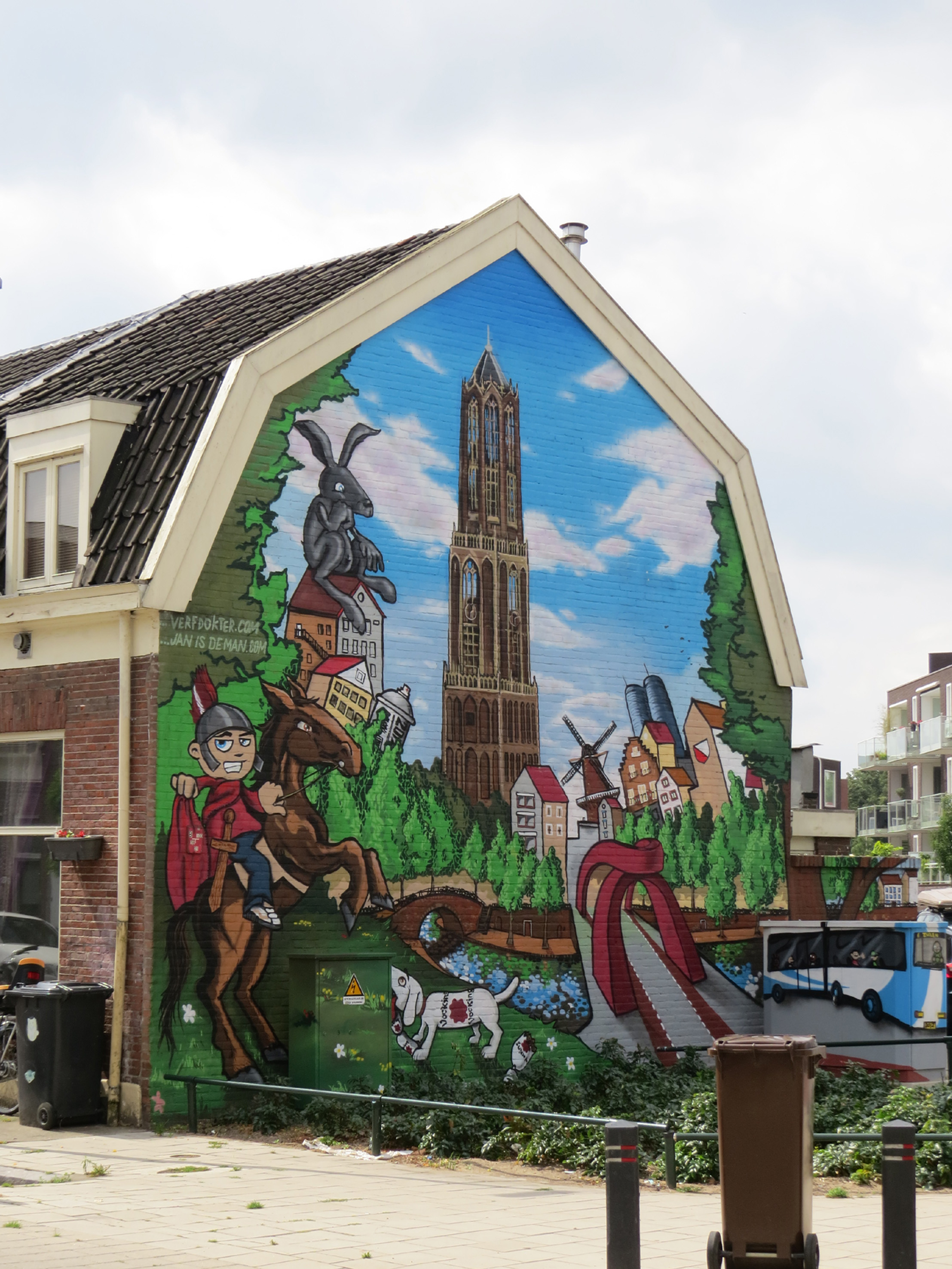
Muurschildering aan de Loevenhoutsedijk

Verfdokter is het pseudoniem van de kunstenaar Robert-Jan Brink die vooral in Utrecht muurschilderingen maakt.
Aan de Loevenhoutsedijk maakte hij in 2012 samen met JanIsDeMan een muurschildering waarin hij diverse typisch Utrechtse zaken uitbeeldde, waaronder de Domtoren, Rode brug, Vockingworst, Sint Maarten, windmolen Rijn en Zon en de prostitutieboten aan de Vecht. Brink maakte in 2013 een muurschildering aan de Oudenoord/ hoek Otterstraat 116, die refereert aan de Otterstroom. 
In 2014 maakte hij een viertal muurschilderingen aan de 2de Daalsedijk die treinstellen uitbeelden en daardoor refereren aan het voormalige nabijgelegen Werkspoor.
In opdracht van ProRail maakte hij in 2016 een muurschildering in Amersfoort. In 2019 maakte Brink een tijdelijke muurschildering in winkelcentrum The Wall. In datzelfde jaar maakte hij een muurschildering die onder andere Overvecht uitbeeldde op het nabijgelegen Tuindorp-West Complex.
Tevens bevindt zich een werk van Brink in Nijmegen.